# Мосолов, Виктор Михайлович
Ви́ктор Миха́йлович Мосоло́в (в ряде источников фамилия пишется как Мосалов) (24 октября 1954, Жуковский, Московская область — 13 июня 1996, Жуковский, Московская область) — советский инженер-радиоэлектроник, российский политик, мэр города Жуковского Московской области (1995—1996), жертва заказного убийства.

## Биография
Родился в городе Жуковском Московской области. Трудовую деятельность начал в 1972 году с должности ученика мастера в Центральном аэрогидродинамическом институте. Отслужив в Советской Армии, вернулся к работе в этом институте, был слесарем, начальником бригады, начальником сектора. В 1988 году окончил Московский институт радиотехники, электроники и автоматики. Работал директором Жуковского производственно-технического объединения городского хозяйства.
После распада СССР продолжал работу на хозяйственных должностях в родном городе. Преподавал, подготовил к защите кандидатскую диссертацию.
В декабре 1995 года стал исполняющим обязанности главы Администрации города Жуковского, а в марте 1996 года был официально избран на эту должность.
13 июня 1996 года Виктор Мосолов был убит двумя выстрелами неподалёку от своей квартиры, на лестничной площадке в подъезде дома № 6 по улице Серова. Несмотря на усиленное расследование этого дела с привлечением сотрудников ФСБ и РУБОП, убийство Мосолова так и осталось нераскрытым.

Могила Виктора Мосолова на Быковском кладбище в Жуковском Московской области

Похоронен на Быковском кладбище Жуковского.